# Rörtjärnen (Dorotea socken, Lappland, 718196-147564)
Rörtjärnen är en sjö i Dorotea kommun i Lappland och ingår i Ångermanälvens huvudavrinningsområde.